# Edgmond
Edgmond est un village dans l'autorité unitaire de Telford et Wrekin et dans le comté de Shropshire, en Angleterre. La Harper Adams University College se trouve à Edgmond. Le 10 janvier 1982, la ville établit l'actuel record de la température la plus basse en Angleterre, avec −26.1 °C.